# Kukevere
Kukevere – wieś w Estonii, w prowincji Järva, w gminie Ambla.